# Фулфорд (Колорадо)
Фулфорд (англ. Fulford) — переписна місцевість (CDP) в США, в окрузі Ігл штату Колорадо. Населення — 0 осіб (2020).

## Географія
Фулфорд розташований за координатами 39°31′7″ пн. ш. 106°39′31″ зх. д. / 39.51861° пн. ш. 106.65861° зх. д. (39.518492, -106.658740).  За даними Бюро перепису населення США в 2010 році переписна місцевість мала площу 0,58 км², з яких 0,57 км² — суходіл та 0,00 км² — водойми.

## Демографія
Згідно з переписом 2010 року, у переписній місцевості мешкали 2 особи в 1 домогосподарстві у складі 0 родин. Густота населення становила 3 особи/км².  Було 38 помешкань (66/км²).
Расовий склад населення:
| - 50,0 % — білих - 50,0 % — корінних американців |

До двох чи більше рас належало 0,0 %. Частка іспаномовних становила 0,0 % від усіх жителів.
За віковим діапазоном населення розподілялося таким чином: 0,0 % — особи молодші 18 років, 100,0 % — особи у віці 18—64 років, 0,0 % — особи у віці 65 років та старші. Медіана віку мешканця становила 56,0 року. На 100 осіб жіночої статі у переписній місцевості припадало 100,0 чоловіків;  на 100 жінок у віці від 18 років та старших — 100,0 чоловіків також старших 18 років.
Цивільне працевлаштоване населення становило 0 осіб. 